# Oligoryzomys flavescens
Az Oligoryzomys flavescens az emlősök (Mammalia) osztályának rágcsálók (Rodentia) rendjébe, ezen belül a hörcsögfélék (Cricetidae) családjába tartozó faj.
A kariotípusa 2n = 64-66 és a FNa-ja = 66-70.

## Előfordulása
Az Oligoryzomys flavescens Dél-Amerika egyik endemikus rágcsálója. Az előfordulási területe magába foglalja Brazília keleti és déli részeit, Kelet-Paraguayt, Uruguayt és Argentína középső, illetve északkeleti részeit.

## Megjelenése
A háti részén a szőrzet élénk narancssárgás-barna, mely feketés szőrzettel vegyül. Az oldalai teljesen narancssárgák, míg a hasi része sárgás-szürke. A felső és alsó színek között nincs szembetűnő határ, hanem fokozatosan egymásba olvadnak. A fej-testhossza általában 8,7 centiméter, míg a farokhossza 11 centiméteres. A koponya megkülönböztető jelei a hosszú foramen incisivum, mely rendszerint eléri az első őrlőfogat, valamint a rövid mesopterygoid fossa, mely nem éri el a harmadik őrlőfogat.

## Életmódja
Igen változatos élőhelyeken lelhető fel, többek között a pampákon, bozótosokban, elsődleges és másodlagos erdőkben, mocsárvidékeken és a Cerradóban levő galériaerdőkben. A tengerszinttől egészen 1800 méter magasságig sokfelé megtalálható.

## Természetvédelmi helyzete
Az Oligoryzomys flavescens a Természetvédelmi Világszövetség (IUCN) szerint nem fenyegetett faj, mivel hatalmas az előfordulási területe, ettől fogva pedig feltehetőleg nagy állománnyal rendelkezik, megtalálható néhány védett területén és az ember közelségét is jól tűri.
Ez a betűfogúforma a gazdaállata néhány hantavírusnak. Ezek a vírusok nem ártanak a rágcsálónak, azonban betegségeket okoznak az emberek körében.

## Képek

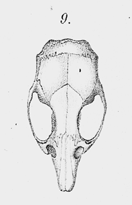
A koponyája felülről

### Fordítás
- Ez a szócikk részben vagy egészben  az   Oligoryzomys flavescens című angol Wikipédia-szócikk ezen változatának fordításán alapul.  Az eredeti cikk szerkesztőit annak laptörténete sorolja fel. Ez a jelzés csupán a megfogalmazás eredetét és a szerzői jogokat jelzi, nem szolgál a cikkben szereplő információk forrásmegjelöléseként.